# The Tidal Sleep
The Tidal Sleep is een Duitse posthardcoreband afkomstig uit Mannheim.

## Biografie
De band werd opgericht in 2011 te Mannheim. De band tekende een contract bij This Charming Man Records, waar ze op 27 april 2012 hun zelf-getitelde debuutalbum uitbrachten. In 2012 stond de band vervolgens in het voorprogramma van de Europese toer van Defeater, waarna de band met Xerxes opnieuw door Europa toerde. Later dat jaar verscheen ook hun eerste ep, Four Song EP getiteld.
In 2016 bracht de band een split-ep met de Britse hardcoreband Svalbard uit, waarna ze samen ter promotie door Europa toerden.
Op 26 mei 2017 bracht de band haar derde album uit. Het album heet Be Water en werd door Holy Roar Records in het Verenigd Koninkrijk gedistribueerd. De band toerde ter promotie onder andere door Duitsland, maar gaf ook enkele shows in Japan. In mei 2018 bracht de band de ep Be Kind uit. Eind 2019 toerde de band wederom door Azië, waarbij ze vier optredens gaven in Japan en ditmaal ook drie in Taiwan.

## Discografie[5]
Studioalbums
- 2012 - The Tidal Sleep
- 2014 - Vorstellungskraft
- 2017 - Be Water

Ep's
- 2012 - Four Songs EP
- 2015 - Orbit The Earth / The Tidal Sleep (split met Orbid the Death)
- 2016 - The Tidal Sleep / Svalbard (split met Svalbard)
- 2018 - Be Kind

- Gemeinsame Normdatei: 1253414122
- MusicBrainz: 8e987a7a-4017-44a5-a43c-87f76ad80351
- Virtual International Authority File: 3575164782051608600008